# Hispano Habit
A Hispano Habit egy spanyol gyártmányú autóbusz, melyet a Tata Hispano gyártott 2002-ben.

## Magyarországon
Magyarországon az ilyen típusú autóbusz nagyon ritka, csak Dunaharasztiban található meg. A Ventona-Trans 2014-ben vásárolt használtan 5 darab Hispano Habit buszt Dunaharaszti és más városok TESCO-járatainak üzemeltetéséhez. Ezek közül jelenleg két darab közlekedik forgalomban. 

## Szingapúrban

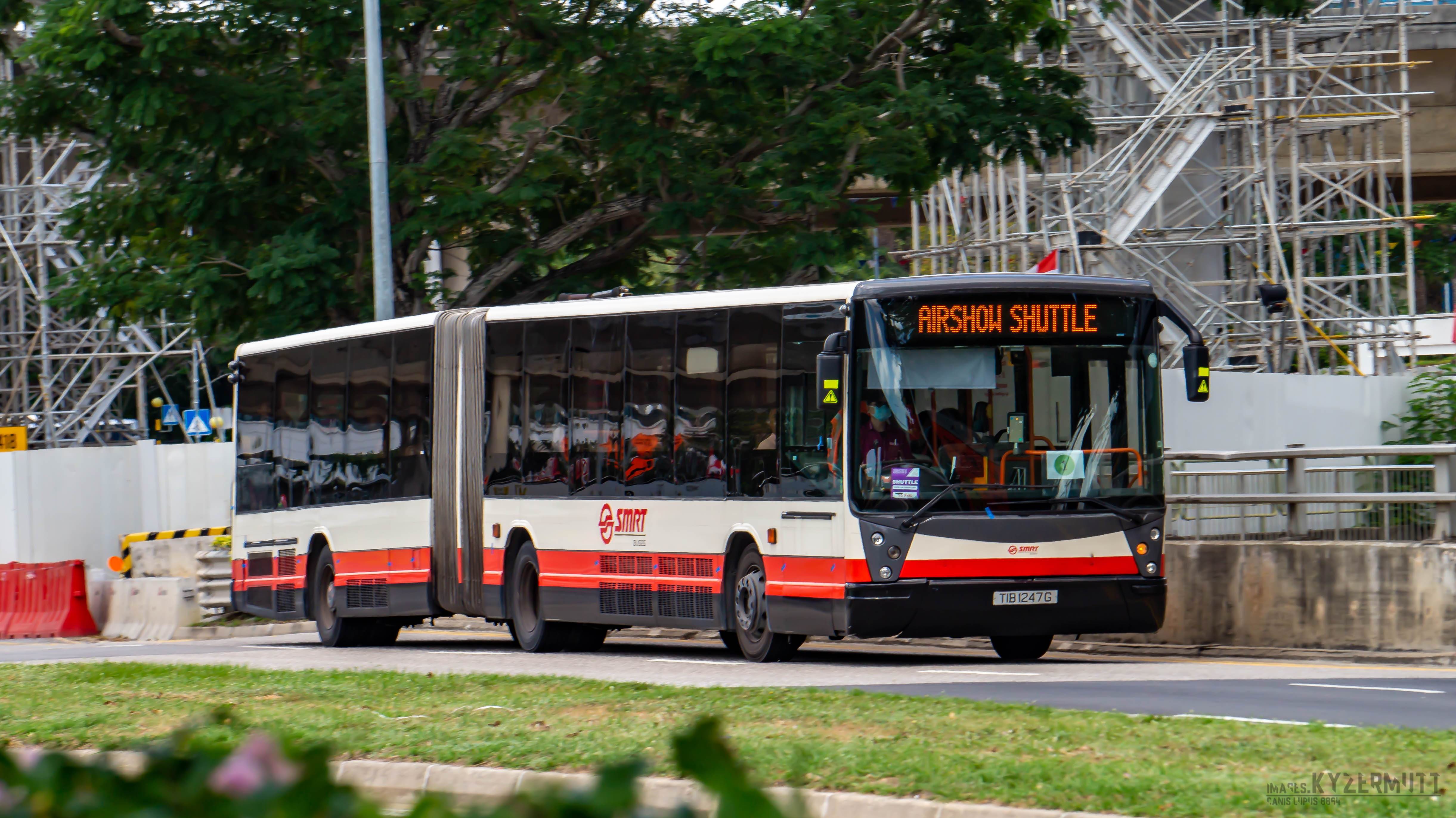
Csuklós Hispano Habit autóbusz Szingapúrban. Fotó: Wikipedia Commons

Szingapúrban 2020-ban selejtezték a Hispano Habit autóbuszokat. Szingapúrban a TIB- (Mint Budapesten a BPO-, BPI-) rendszámmal voltak ellátva a Hispanok. A csuklós Mercedes-Benz O405G Hispano Habit autóbuszokat 2000-ben gyártották, míg a szóló (midi) változatát 2002-ben.